# Итон ап Инир
Итон II (валл. Iddon; лат. Itonus (VI век—VII век) — король Гвента, правил во времена Беуно.

## Биография
Рассказывают, что однажды Итон отправился на север, в Аберфрау, чтобы отомстить за смерть сестры Дивуг от руки мужа.. Как и отец, Итон был крещён святым Беуно (ум. в 640 году).